# 水空間
株式会社水空間（みずくうかん、英: K.K.MIZUKUUKAN）は、大阪府大阪市西区に本社を置く、水回り製品の開発製造、輸出入、販売をおこなう日本の企業である。大阪市西区立売堀・新町地区の管材及び兵庫県三木市の金物等のサプライチェーンを背景に、水回りに特化した事業を展開している。

## 沿革
- 1963年4月 - 大阪府大阪市東成区で創業
- 1973年3月 - 本社を大阪府大阪市西区に移転
- 1975年4月 - 兵庫県三木市に営業拠点を開設
- 1990年2月 - CI戦略の一環として現社名に変更、新ロゴタイプを採用
- 2007年2月 - ZETTO（ゼット）散水ノズルの商権・商標を増田製作所（静岡県藤枝市）より取得
- 2009年9月 - 埼玉営業所を開設
- 2012年1月 - 埼玉営業所を東京都文京区に移転し、東京事務所とする
- 2013年5月 - 現地法人「弥之空間（上海）商貿有限公司」を中国に設立
- 2013年7月 - 自社製給水用具（バルブ類）で、日本水道協会 の認証取得　認証登録番号E-641

## 自社製品
- 散水ノズル「ZETTO（ゼット）ノズル」（農業・園芸用）
- ステンレスフレキ管関連アイテム
- フレキボールバルブ、逆止弁ボールバルブ（日本水道協会認証品）
- 金属製ボール、ゲートバルブ等汎用バルブ
- 塩ビ製コンパクトボールバルブ
- 各種排水目皿
- 鋳物製、PP製トラップワン
- 洗濯機給水ホース

## 取り扱い商品
TOTO、KVK 、SANEI等の水栓金具・部品関係
TOTOウォシュレット、衛生陶器関係
金属、塩ビ等の配管継手、パイプ、ビニルホース等

## 所属団体
- 大阪管工機材商業協同組合
- 三木金物卸商業団地協同組合など

## 事業所所在地等
本社事務所
〒550-0013 大阪市西区新町3-8-1
営業本部、物流センター
〒673-0404 兵庫県三木市大村63-27
東京事務所
〒112-0012 東京都文京区大塚3-1-10-302
上海現地法人
弥之空間（上海）商貿有限公司 MIZUKUUKAN (SHANGHAI) LIMITED
中国上海市浦東新区